# Ewa Ziembla
Ewa Ziembla – polska reżyserka radiowa i autorka książek.

## Życiorys
Ukończyła studia na Wydziale Radia i Telewizji Uniwersytetu Śląskiego. W 1986 wyreżyserowała Mrówki dla Teatru Polskiego Radia. Pracowała w stacji RMF FM. Zrealizowała kilkadziesiąt materiałów radiowych: słuchowisk, reportaży, powieści, audycji poetyckich i dokumentalnych, głównie dla Radia Kraków, między innymi Dymna! Dymna! (2016) i Włamanie do przeszłości (2021). Pracowała przy realizacji nagrań radiowych jako asystentka reżyserów Jana Klaty i Andrzeja Seweryna. Razem z Joanną Szwedowską napisała książkę Wszystko przez Żydów. Alfabet Festiwalu Kultury Żydowskiej w Krakowie (2010). W 2016 była członkinią kapituły konkursu Radia Kraków „Transfer 2016” na najlepszą radiową adaptację spektaklu. W 2025 ukazał się wywiad-rzeka jej autorstwa z Krzysztofem Gieratem Skazany na kino nakładem wydawnictwa Austeria.